# Easington, Northumberland
Easington är en ort i civil parish Belford, i Storbritannien. Det ligger i grevskapet och kommunen Northumberland i riksdelen England, i den centrala delen av landet, 500 km norr om huvudstaden London. Easington var en civil parish 1866–2021 när det uppgick i Belford. Civil parish hade 143 invånare år 2011.